# Dueñas (Spanje)
Dueñas is een gemeente in de Spaanse provincie Palencia in de regio Castilië en León met een oppervlakte van 124,35 km². Dueñas telt 2.697 inwoners (1 januari 2016).